# ميروسلاف ستويانوفيتش
ميروسلاف ستويانوفيتش هو لاعب رماية (وحمل سابقاً جنسية يوغوسلافيا)، ولد في 21 نوفمبر 1939 في نيش في صربيا.

## وصلات خارجية
- ميروسلاف ستويانوفيتش على موقع أوليمبيديا (الإنجليزية)